# Burschenhöhle
Die Burschenhöhle, auch Monarchen-Höhle genannt, ist eine Kulturhöhle im Balver Stadtteil Volkringhausen nahe Binolen.

## Beschreibung
Die Höhle befindet sich in der nördlichen Felsengruppe des Karhof-Kalkstein-Massives des oberen Mitteldevon in der Ostflanke des Hönnetals. Der Eingang am Fuß des Grübecker Berges liegt auf einer Höhe von 13 Meter über der Talsohle. Bei einer Tiefe von neun Meter ist die Höhle 13 Meter breit und fünf Meter hoch.
Der Paläontologe und Prähistoriker Julius Andree fand bei Grabungen gegen Ende der 1920er Jahre in der Burschenhöhle einige Steingeräte der Altsteinzeit. Er hatte drei Probeschürfe angesetzt.
1992 wurde die Burschenhöhle als Bodendenkmal unter Schutz gestellt. In unmittelbarer Nachbarschaft der Burschenhöhle befindet sich die Kleine Burschenhöhle.